# Kaulgi, Basavana Bagevadi
Kaulgi là một làng thuộc tehsil Basavana Bagevadi, huyện Bijapur, bang Karnataka, Ấn Độ.